# Nomófilo

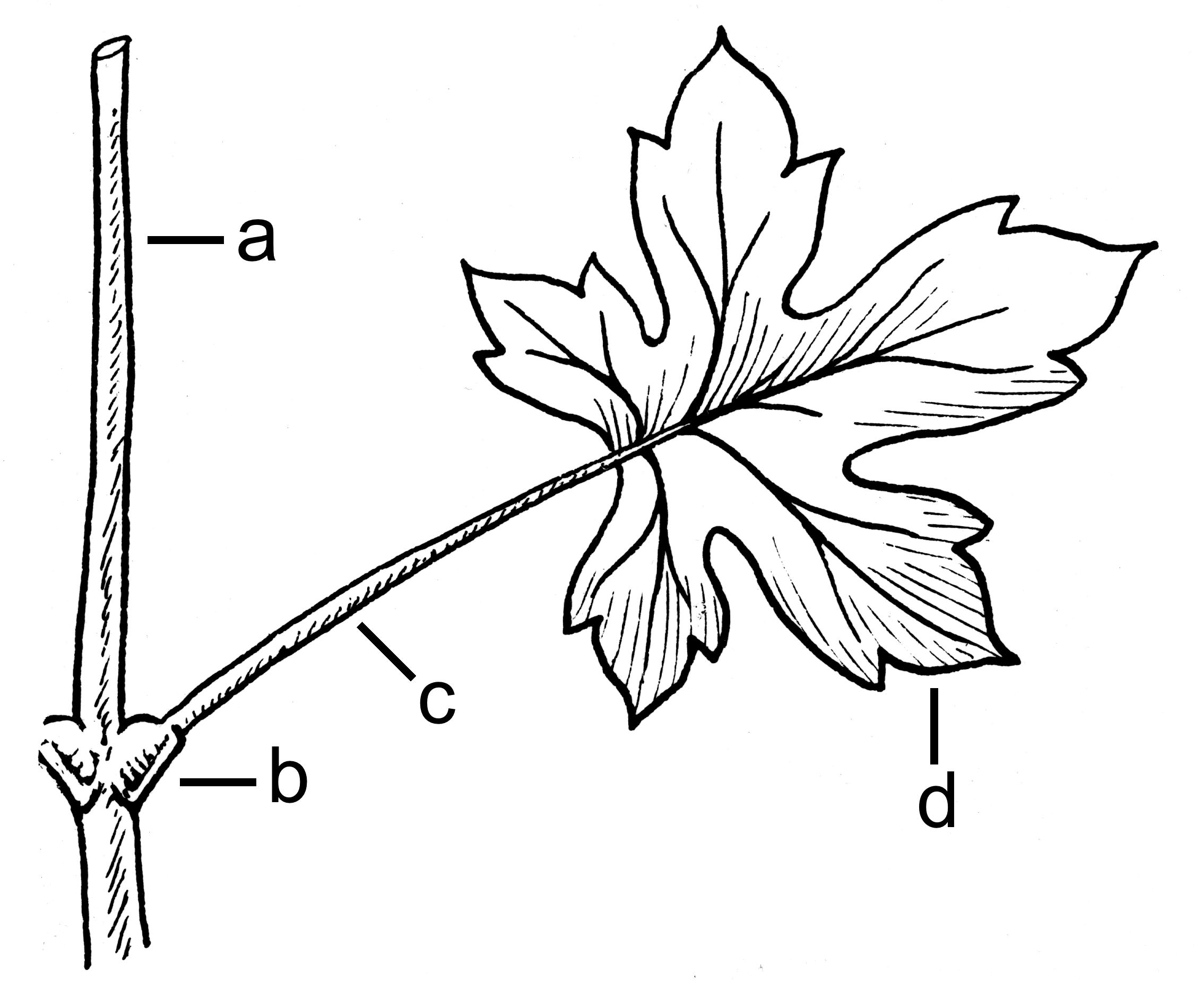
Las hojas normales, típicas o nomófilos están compuestas por un pecíolo y una lámina o limbo. (a) Tallo, (b) Nudo, (c) Pecíolo y (d) Lámina foliar o limbo.

En botánica, el nomófilo es la hoja típica o normal de cada especie y se define como un órgano lateral que brota del tallo de manera exógena y tiene crecimiento definido, usualmente forma laminar y estructura dorsiventral.
La parte plana, delgada y expandida del nomófilo se denomina lámina o limbo foliar.  En general es de color verde porque lleva los cloroplastos que realizan la fotosíntesis. Presenta dos caras: la adaxial, superior, ventral, haz o epifilo dirigida hacia el ápice, y la cara abaxial, inferior, dorsal, envés o hipofilo dirigida hacia la base del tallo. 
Cuando ambas caras son del mismo color, la hoja se llama concolora; cuando son de distinto color, generalmente la adaxial es de color verde más oscuro, se llama discolora.
Muchas hojas tienen un tallito proximal, el pecíolo. Generalmente es estrecho, puede ser cilíndrico o deprimido en la cara superior, o aplanado y ancho como en Citrus. En muchas ocasiones las hojas no tienen pecíolo, el limbo se une directamente al tallo y la hoja se llama sésil o sentada. Cuando hay dos hojas sésiles insertas en cada nudo, a veces se unen entre sí rodeando completamente al tallo como es el caso del clavel (Dianthus).
Muchas especies presentan engrosamientos con aspecto de articulaciones, denominados pulvinos, los que están situados en la base o en el ápice del pecíolo, o pulvínulos si se encuentran en la base de los peciólulos de las hojas compuestas.  Ambos tipos de engrosamientos son hinchados, presentan una superficie arrugada y, funcionalmente, se hallan relacionados con los movimientos reversibles de las hojas que ocurren como respuesta a estímulos: las nastias. Los pulvínulos de ciertas especies del género Mimosa mueven las hojas en respuesta a los estímulos táctiles.

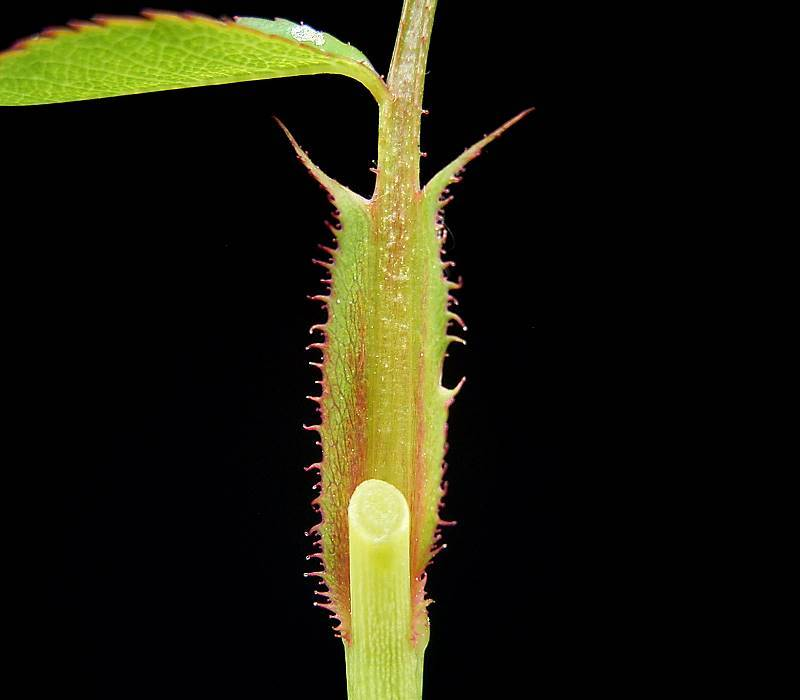
Estípulas en la hoja de Rosa (el tallo ha sido eliminado).

Muchos nomófilos presentan  un par de apéndices similares a hojas a ambos lados de la base foliar, denominados estípulas. Las estípulas pueden aparecer como órganos foliáceos, espinas, glándulas, pelos o escamas. Si las estípulas están presentes, las hojas se dicen estipuladas. Una estructura especializada, escariosa, que se halla por encima de los nudos en algunos miembros de la familia de las poligonáceas, se interpreta como una versión modificada de una estípula y se denomina ócrea. Las estructuras que remedan estípulas en las bases de los folíolos reciben el nombre de estipelas (por ejemplo en Thalictrum o en algunas leguminosas). 